# Гарса, Хайме
Хайме Франсиско Гарса Алардин (исп. Jaime Francisco Garza Alardin; 28 января 1954, Монтеррей, Нуэво-Леон Мексика — 14 мая 2021, Мехико, Мексика) — мексиканский актёр и певец.

## Биография
Родился 28 января 1954 года в городе Монтеррей, в штате Нуэво-Леон. У актёра были две сестры, тоже популярные актрисы — Ана Сильвия Гарса и Мариана Гарса. Он был известен в России, благодаря сериалам «Дикая Роза» (Эрнесто Рохас), «Просто Мария» (Виктор Карреньо), «Узурпаторша» (инспектор Мерино) и «Страсти по Саломее» (Иполито), но в Мексике он был известен ещё и как эстрадный певец, исполнитель народных песен и песен о любви. Актер выпустил более 20 эстрадных альбомов и спел свыше 500 песен.

### Последние годы жизни, болезни и смерть
В 2010 году актёр перенёс тяжелейший инсульт, который потребовал операции. Но Гарса победил болезнь и смог не только вернуться на съёмочную площадку, но и на эстраду и исполнил свои новые песни. Спустя некоторое время актёр попал в ДТП на мотоцикле и получил серьёзнейшую травму правой ноги. Вылечить ногу не удалось из-за сахарного диабета, которым Гарса страдал уже много лет, и в 2014 году её ампутировали. Актёр остался практически без работы, оказавшись прикованным к инвалидной коляске. Тем не менее в 2017 году он сыграл роль Apolo Tinoco в телесериале El bienamado.
Скончался 14 мая 2021 года в Мехико из-за осложнений, вызванных сахарным диабетом.

## Личная жизнь
С 1995 года Хайме Гарса был женат — вдова, мексиканская поэтесса и сценаристка Наталия Толедо Пас (ранее состоял в отношениях с актрисой Сильвией Пиналь). Кроме этого, он был известен также как поэт, писавший совместно со своей супругой стихи о любви.

## Фильмография
- El bienamado (2017) … Apolo Tinoco
- La Caridad (2015) … José Luís
- Как говорится (сериал, 2011 — …) Como dice el dicho … Dominico
- Девочка моего сердца (сериал, 2010) Niña de mi corazón … Dionisio Bravo (2010)
- Завтра – это навсегда (сериал, 2008 — …) Mañana es para siempre … Silvestre Tinoco
- Чистая любовь (сериал, 2007) Destilando amor … Román Quijano
- Como Dios manda (2003) … Señor Fergus; короткометражка
- Да здравствуют дети! (сериал, 2002—2003) ¡Vivan los niños! … Juan Sánchez
- Страсти по Саломее (сериал, 2001—2002) Salomé … Hipólito
- Личико ангела (сериал, 2000—2001) Carita de ángel … Rutilo Pérez
- Что происходит с нами? (сериал, 1998—1999) ¿Qué nos pasa?
- Богиня любви (сериал, 1998) Gotita de amor … Det. Romo
- Узурпаторша (сериал, 1998 — …) La usurpadora … Comandante Merino (дубл. Валерий Сторожик)
- El amor de tu vida S.A. (1996) … Marcelo
- Песня любви (сериал, 1996) Canción de amor … Ernesto
- Умереть дважды (сериал, 1995) Morir dos veces … Terán
- Военно-юридическая служба (сериал, 1995—2005) JAG … Announcer
- Полет орлицы (сериал, 1994) El vuelo del águila … Ricardo Flores Magón
- Delicuentes de lujo (1992) … Chanito
- Jefe de vigilancia (1992)
- Улыбка дьявола (сериал, 1992) La sonrisa del diablo … Víctor
- Паника (1991) Pánico
- Просто Мария (сериал, 1989—1990) Simplemente María … Victor Carreño (дубл. Сергей Паршин
- Los camaroneros (1988)
- El solitario indomable (1988) … Hijo de don Samuel
- Reto a la vida (1988) … Pepe Muñoz
- Дикая Роза (сериал, 1987—1988) Rosa salvaje … Эрнесто Рохас (дубл. Дмитрий Полонский
- Días de violencia (1987)
- Contrabando y muerte (1986)
- Пожить немножко (сериал, 1985) Vivir un poco … Tintoretto Fernández (1985)
- Бьянка Видаль (сериал, 1985) Bianca Vidal … Mauricio
- Женщина, случаи из реальной жизни (сериал, 1985 — …) Mujer, casos de la vida real
- Нана (1985) Naná … Coquito
- Запрещенный пляж (1985) Playa prohibida … Andres
- Гваделупе (сериал, 1984) Guadalupe … Francisco Javier
- Агенты Сокол и Снеговик (1984) The Falcon and the Snowman … Raul
- Prohibido amar en Nueva York (1984)
- Noche de carnaval (1984) … Amigo de Pepe
- Los dos carnales (1983)
- Las piernas del millón (1981)
- ¡¡Cachún cachún ra ra!! (сериал, 1981) … El Pelos (1981)
- Пропавший без вести (1981) Missing … Young Man — Stadium
- Hacer un guion (1981)
- El gran perro muerto (1981) … Chente
- Джонни Чикано (1981) Johnny Chicano … Pepe Domínguez
- Мать (сериал, 1980) La madre
- Шпана (1980) Navajeros … El Butano
- Договор любви (сериал, 1977) Pacto de amor
- Los hermanos del viento (1977) … Manuel
- Каноэ (1976) Canoa … Roberto Rojano Aguirre

### Дубляж
- Улица Сезам (сериал, 1972 — …) Plaza Sésamo … Jaime